# Henry Stephenson
Henry Stephenson est un acteur anglais, né Henry Stephenson Galloway à La Grenade le 16 avril 1871, mort d'une pneumonie à San Francisco (Californie) le 24 avril 1956.

## Biographie
Élevé en Angleterre, il débute aux États-Unis en 1901, au théâtre à Broadway, où il joue régulièrement jusqu'en 1932. Il figure dans quelques films muets, à partir de 1917, mais sa carrière au cinéma démarre véritablement en 1932, avec au total 90 films tournés pour la RKO Pictures, la Metro-Goldwyn-Mayer et la Warner Bros. Pictures, aux côtés notamment de Jean Harlow ou d'Errol Flynn. Après un dernier film en 1949, il jouera encore une fois à Broadway en 1949-1950 et fera quelques apparitions à la télévision, dans des séries, en 1951.
Son épouse était l'actrice américaine Ann Shoemaker (1891-1978).

## Filmographie partielle
- 1917 : The Spreading Dawn de Laurence Trimble (crédité Harry Stephenson)
- 1921 : La Panthère noire (The Black Panther's Cub) de Émile Chautard
- 1925 : Men and Women de William C. de Mille
- 1932 : Cynara de King Vidor
- 1932 : La Femme aux cheveux rouges (Red-Headed Woman) de Jack Conway
- 1932 : Guilty as hell de Erle C. Kenton
- 1932 : A Bill of Divorcement de George Cukor
- 1932 : The Animal Kingdom de Edward H. Griffith
- 1933 : Tomorrow at Seven (en) de Ray Enright
- 1933 : Les Quatre Filles du docteur March (Little Women) de George Cukor
- 1933 : If I Were Free de Elliott Nugent
- 1933 : Dans la purée de Londres (Blind Adventure) de Ernest B. Schoedsack
- 1933 : La Femme aux gardénias (Double Harness) de John Cromwell
- 1933 : La Quarante chevaux du roi (My Lips Betray) de John G. Blystone
- 1934 : Man of Two Worlds de J. Walter Ruben
- 1934 : The Mystery of Mr X de Edgar Selwyn
- 1934 : All Men Are Enemies de George Fitzmaurice
- 1934 : She Loves Me Not d'Elliott Nugent
- 1934 : Stingaree de William A. Wellman
- 1934 : Thirty Day Princess de Marion Gering
- 1934 : One More River de James Whale
- 1934 : La Femme la plus riche du monde (The Richest Girl in the World) de William A. Seiter
- 1934 : Outcast Lady de Robert Z. Leonard
- 1934 : What Every Woman Knows de Gregory La Cava
- 1935 : Vanessa Her Love Story de William K. Howard
- 1935 : Imprudente Jeunesse (Reckless) de Victor Fleming
- 1935 : Code secret (Rendezvous) de William K. Howard
- 1935 : Les Révoltés du Bounty (Mutiny on the Bounty) de Frank Lloyd
- 1935 : Capitaine Blood (Captain Blood) de Michael Curtiz
- 1935 : Tempête au cirque (O'Shaughnessy's Boy), de Richard Boleslawski
- 1935 : The Flame Within, d'Edmund Goulding
- 1935 : La Chanson de la jeunesse (The Night Is Young) de Dudley Murphy
- 1935 : The Perfect Gentleman de Tim Whelan
- 1936 : La Charge de la brigade légère (The Charge of the Light Brigade) de Michael Curtiz
- 1936 : Le Petit Lord Fautleroy (Little Lord Fauntleroy) de John Cromwell
- 1936 : Half Angel de Sidney Lanfield
- 1936 : Betsy (Hearts Divided) de Frank Borzage
- 1936 : Give Me Your Heart d'Archie Mayo
- 1936 : Walking on Air de Joseph Santley
- 1936 : L'Ennemie bien-aimée (Beloved Enemy) de H. C. Potter
- 1937 : Le Prince et le Pauvre (The Prince and the Pauper) de William Keighley
- 1937 : Le Cœur en fête (When You're in Love) de Robert Riskin
- 1937 : Le Secret des chandeliers (The Emperor's Candlesticks) de George Fitzmaurice
- 1937 : Conquest de Clarence Brown
- 1937 : SOS vertu ! (Wise Girl) de Leigh Jason
- 1938 : La Baronne et son valet (The Baroness and the Butler) de Walter Lang
- 1938 : La Famille sans-souci (The Young in Heart) de Richard Wallace
- 1938 : Marie-Antoinette de W. S. Van Dyke
- 1938 : Suez de Allan Dwan
- 1938 : Coup de théâtre (Dramatic School) de Robert B. Sinclair
- 1939 : Tarzan trouve un fils (Tarzan finds a Son !) de Richard Thorpe
- 1939 : Sherlock Holmes ou Les Aventures de Sherlock Holmes (The Adventures of Sherlock Holmes) d'Alfred L. Werker
- 1939 : La Vie privée d'Élisabeth d'Angleterre (The Private Lives of Elizabeth and Essex) de Michael Curtiz
- 1940 : Les Révoltés du Clermont (Little Old New York) de Henry King
- 1940 : Chanson d'avril (Spring Parade) de Henry Koster
- 1940 : La Douce Illusion (It's a Date) de William A. Seiter
- 1940 : Down Argentine Way de Irving Cummings
- 1942 : Qui perd gagne (Rings on Her Fingers) de Rouben Mamoulian
- 1943 : The Mantrap de George Sherman
- 1944 : Deux Jeunes Filles et un marin (Two Girls and a Sailor), de Richard Thorpe
- 1944 : Une heure avant l'aube ((The Hour Before the Dawn) )  de Frank Tuttle
- 1945 : Tarzan et les Amazones (Tarzan and the Amazons) de Kurt Neumann
- 1946 : Les Vertes Années (The Green Years) de Victor Saville
- 1946 : L'Emprise (Of Human Bondage), d'Edmund Goulding
- 1946 : Nuit et Jour (Night and Day) de Michael Curtiz
- 1947 : L'Amour au trot (The Homestretch) de H. Bruce Humberstone
- 1947 : Le Crime de Madame Lexton (Ivy) de Sam Wood
- 1948 : Oliver Twist de David Lean
- 1948 : La Belle imprudente (Julia Misbehaves) de Jack Conway
- 1948 : Vous qui avez vingt ans (Enchantment) d'Irving Reis
- 1949 : Le Défi de Lassie (Challenge to Lassie) de Richard Thorpe